# NSU Ro 80
Der NSU Ro 80 war eine Limousine der gehobenen Mittelklasse der NSU Motorenwerke AG (ab 1969: Audi NSU Auto Union AG), die von Sommer 1967 bis Mitte 1977 produziert wurde. Als eines der wenigen Serienfahrzeuge hatte er einen Wankelmotor mit einer Leistung von 115 PS (85 kW). Der Ro 80 verfügt über eine konsequent aerodynamisch gestaltete Karosserie und gilt als Wegbereiter der Keilform. Offiziell vorgestellt wurde das Modell auf der 43. IAA in Frankfurt im September 1967.

## Modellgeschichte

### Allgemeines

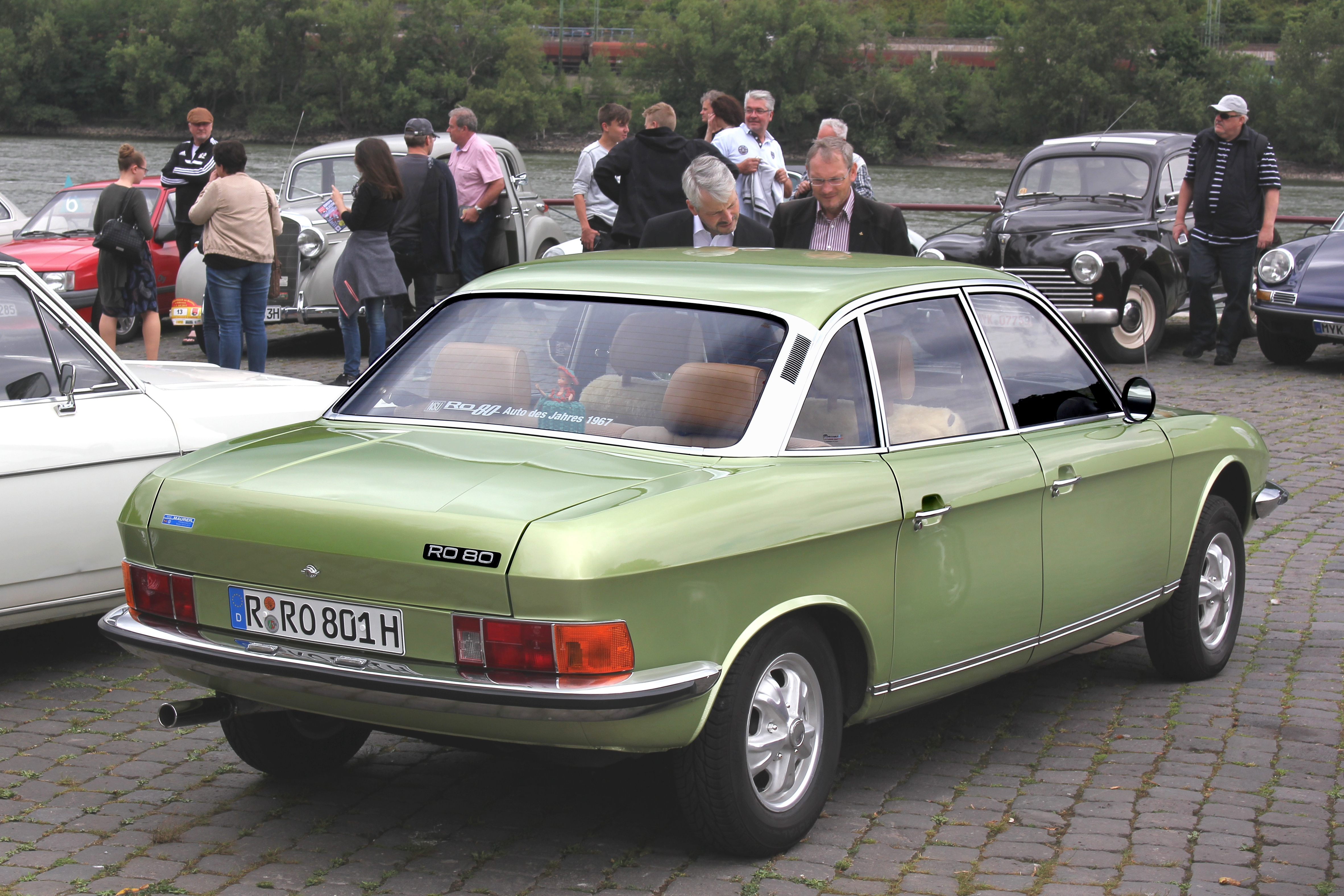
NSU Ro 80 bei der Europa-Klassik am Rheintor in Andernach 2017

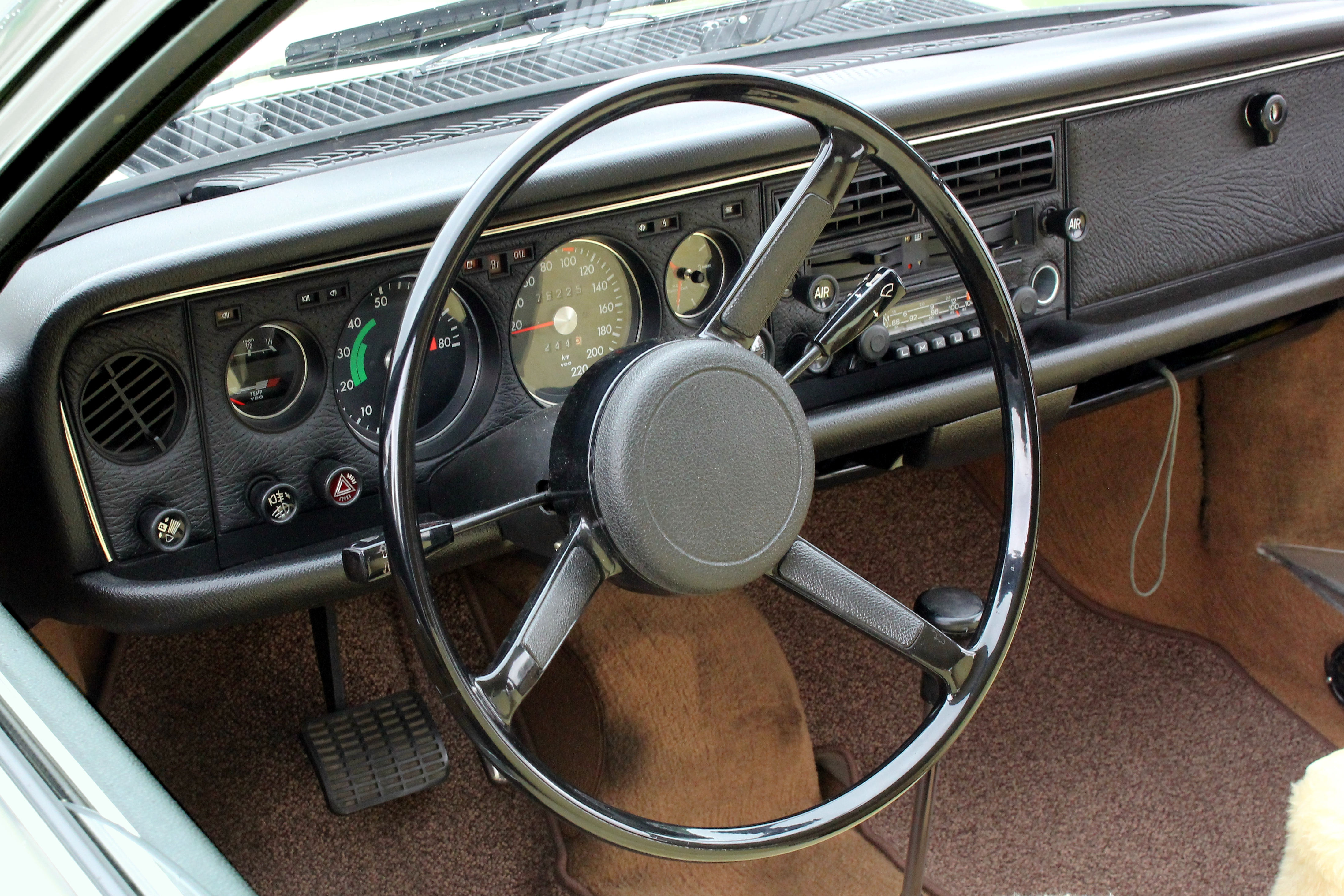
Armaturenbrett

Der Ro 80 erschien mit einer strömungsgünstigen Karosserie, die damals ungewohnt wirkte und mehrere fortschrittliche Merkmale der passiven Sicherheit aufwies, was unter anderem der Konstrukteur Bela Barenyi (Daimler-Benz) lobte, einer der Begründer der passiven Sicherheit im Automobilbau. Das Modell Ro 80 war das erste Modell von NSU in dieser Fahrzeugklasse. 1968 erhielt der Ro 80 die Auszeichnung Auto des Jahres.
Otl Aicher, Gründer der Hochschule für Gestaltung in Ulm, beschrieb die Formqualitäten dieses Modells: „Der Ro 80 war der Wegbereiter der Keilform. Mit diesem Wagen wurde eine neue Epoche des Automobildesigns eröffnet und zugleich eine alte beerdigt. … [Dieses Auto] hat die Keilform salonfähig gemacht und den technischen Fortschritt auch ästhetisch zur Erscheinung gebracht.“ Für das international bekannte Design Museum in London ist der NSU Ro 80 eines von „Fifty cars that changed the world“ (Buchtitel).
Das „Ro“ im Namen steht für „Rotationskolben“, im Gegensatz etwa zu „K“ wie „Kolben“ – gemeint sind Hubkolben – beim VW K 70. Die „80“ geht auf den ursprünglichen, NSU-internen Entwicklungsauftrag zurück, ein Fahrzeug des „Typs 80“ mit den Zielvorgaben 80 PS, 800 kg Gewicht und einem Kaufpreis von 8000 D-Mark zu konstruieren.

### Modellentwicklung und wesentliche Merkmale
Entwickelt wurde der Ro 80 unter der Leitung von Ewald Praxl, die Karosserie entwarf Claus Luthe; ihre wesentlichen Züge standen im Modell 1963 fest. Er zeichnete eine Keilform, die im Automobildesign der 1980er-Jahre stilprägend wirkte. Eine umlaufende Karosserielinie auf Höhe der Türgriffe als Gestaltungsmerkmal, verbunden mit einer konkaven Blechwölbung darunter, setzte Luthe bereits beim NSU Prinz 4 ein, hier jedoch ohne aufgesetzte Chromleiste. Als die zentralen aerodynamischen Merkmale sind eine Stirnfläche von A= 1,99 m² und ein cw-Wert von 0,38 anzunehmen (diese Werte differieren je nach Quelle erheblich!). Insbesondere bei Audi prägte das Erscheinungsbild des Ro 80 ganze Fahrzeuggenerationen. Das Automobil bot innen mit einer Breite von 1475 mm vorn und hinten viel Platz, der Radstand war überdurchschnittlich (vergleichbar einer langen Ausführung der zeitgenössischen Mercedes S-Klasse), die Beinfreiheit großzügig: Knieraum hinten 170–280 mm, bei einer Sitztiefe von 475 mm. Der Kofferraum ließ sich durch getrennt herausnehmbare Rückenlehnen erweitern. Elemente aus der passiven Sicherheit betrafen ein zurück- und höherverlegtes Lenkgetriebe, eine kurze Lenksäule sowie ein Lenkrad mit Pralltopf. Der 83 Liter fassende Kraftstofftank war außerhalb der Knautschzone vor der Hinterachse eingebaut, die verformungssteife Fahrgastzelle hatte zweistufig ausgelegte Knautschzonen; ein Stoßbügel gibt bei einem Frontalaufprall in der ersten Stufe Energie in einen Bereich vor den Längsholmen ab, in der zweiten Phase in den Bereich hinter dem Antriebswellendurchgang, bevor die Fahrgastzelle erreicht worden wäre. Der Motor war vor, das Getriebe hinter der Vorderachse angeordnet. Der Ro 80 hat eine Zweikreisbremsanlage mit Scheiben rundum. Der eine Kreis enthält alle vier Bremsen, der zweite nur die vorderen, diese HT-Aufteilung war seinerzeit eine unübliche Auslegung. Pro Vorderrad hatte der Ro80 vier Bremskolben. Das Auto hatte ein vergleichsweise modernes Fahrwerk mit Schräglenker-Hinterachse und war eines der ersten mit MacPherson-Federbeinen bei Frontantrieb. Die Anordnung der vorderen Bremsen innen am Getriebe statt an den Rädern verringert die ungefederten Massen und erhöht dadurch sowohl den Fahrkomfort als auch die Fahrsicherheit (reduzierte Radlastschwankungen). Das Auto wurde als eines der wenigen dieser Zeit mit geschmiedeten Leichtmetallrädern ausgeliefert (Otto Fuchs KG). Das Innengeräusch war vergleichsweise niedrig (73 Phon bei 100 km/h).

### Wankelmotor

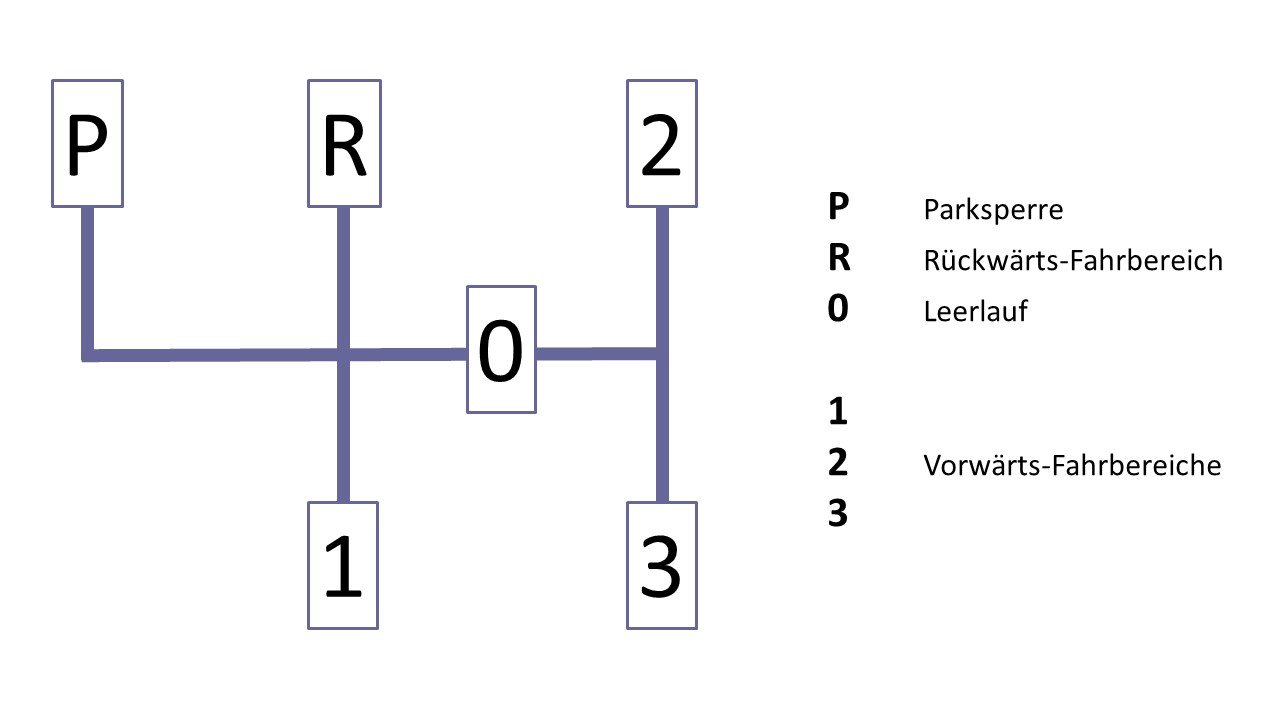
Ro-80-Schaltschema

Kennzeichen des Zweischeiben-Kreiskolbenmotors von NSU waren Umfangsein- und -auslass, wobei erstgenanntes Merkmal einerseits dem Motor zu einer höheren Füllung verhilft, andererseits gelangen durch die unvermeidliche Steuerzeitenüberschneidung bei niedrigen Drehzahlen Abgasanteile in den Einlassbereich, was Schieberuckeln verursacht. NSU dämpfte diese Eigenart mit einem Drehmomentwandler im Antriebsstrang. Fahrzeuge von Mazda haben anders als der Ro 80 Seiteneinlass, sodass es kaum zu Steuerzeitenüberschneidung kommt; Schieberuckeln tritt daher nicht auf. Die Mazda-Motoren haben einen stabilen Leerlauf, jedoch ist die Füllung bei Seiteneinlass reduziert, was die Motorleistung verringert (niedrigerer effektiver Mitteldruck). Weitere Unterschiede zwischen NSU- und Mazda-Wankelmotoren betrafen die Zündung und die Werkstoffpaarungen. Der Ro 80 hat jeweils nur einen Verteiler sowohl für die Doppel- als auch die Einfachzündungsausführung, wobei der Vierkerzenmotor im Leerlauf oder bei geringer Last beide Kerzen einer Kammer gleichzeitig zündete. Die Unterdruckverstellung wirkte nur auf einen Zündkontakt, damit die obere Kerze bei hoher Last vor der unteren zündete. Bei Mazda waren es zwei Verteiler und durchgängig zeitlich versetzte Zündung der Kerzen je Scheibe. NSU verwendete Ferro-Titancarbid-Dichtleisten auf sogenannter „Elnisil“-Schicht der Trochoiden-Oberfläche, Mazda setzte in der Zeit Dichtleisten auf Kohle-Aluminium-Basis gegenüber einer verchromten Oberfläche ein. Der Wankelmotor von Comotor (Gemeinschaftsunternehmen von NSU und Citroën) im Citroën GS entspricht dem des Ro 80 in Kammervolumen und wesentlichen geometrischen Daten, die Motoren sind allerdings nicht baugleich. Auch Citroën entschied sich für eine Dreigang-Halbautomatik mit Drehmomentwandler.
Der Wankelmotor bereitete in der Anfangsphase durch häufige Dichtleistendefekte Probleme, denen der Hersteller mit kulantem Motorenaustausch begegnete. Dennoch litten der Ruf des neuen Modells und der des Wankelmotors erheblich.

### Mögliche Nachfolger und Produktionseinstellung
Mit der Fusion von Auto Union und NSU begann Anfang der 1970er Jahre eine strategische Neuausrichtung innerhalb des Volkswagenkonzerns hin zu Modellen mit wassergekühlten Reihenmotoren und Frontantrieb. Damit blieb kein Platz mehr für einen in geringen Stückzahlen herzustellenden Wagen wie den Ro 80. Dies bedeutete außerdem das endgültige Aus für NSU im Markenverbund; außer dem Ro 80 waren alle NSU-Modelle schon 1972 eingestellt worden. Die Idee, den Audi 100 C2 mit Wankelmotor anzubieten, womit der NSU Ro 80 einen Nachfolger im Audi-Programm bekommen hätte, wurde 1977 nach einem umfassenden Flottenversuch mit dem circa 180 PS starken neuentwickelten Motor vom Typ KKM 871 (Kreiskolbenmotor) verworfen. Die Rentabilität einer solchen Motorisierung war fraglich. Angesichts der zweiten Ölkrise waren zudem die Verbräuche im Vergleich zu vergleichbaren Hubkolbenmotoren zu hoch, Emissionen für den US-Markt zu kostenintensiv zu behandeln. Damit blieb der Ro 80 technisch gesehen ohne Nachfolger.
Vom Ro 80 wurden bis Juli 1977 nur 37.406 Exemplare gebaut. Die Autos nach der letzten Modellpflege vom Mai 1975 sind äußerlich – sofern heute noch original erhalten – an aufgesetzten Gummiprofilen der Stoßstangen und größeren Rückleuchten zu erkennen.
Der letzte in Serie hergestellte Ro 80 wurde dem Deutschen Museum übergeben. Weitere Autos dieser Serie sind unter anderem in der Pinakothek der Moderne in München, im Depot des Deutschen Technikmuseums Berlin, im Deutschen Zweirad- und NSU-Museum und im Audi Forum in Neckarsulm, im museum mobile in Ingolstadt, im EFA-Museum für Deutsche Automobilgeschichte in Amerang sowie in der Autostadt in Wolfsburg ausgestellt. Das Schnittmodell des Ro 80, mit dem der Wagen auf der IAA vorgestellt wurde, ist im Museum Autovision als Teil der Dauerausstellung Wankelmotor zu besichtigen.
Der älteste erhaltene NSU Ro 80 trägt die Fahrgestell-Nr. 80 001 061, Fertigungsdatum: Donnerstag, 19. Oktober 1967, Farbe: Saguntoblau. Der letzte Ro 80 wurde 1985 von Heinrich Afflerbach in Kreuztal-Eichen aus einer Rohkarosse und Einzelteilen zusammengebaut und 1992 mit Herstellereintrag „Afflerbach“ neu zugelassen.

## Probleme mit dem Wankelmotor

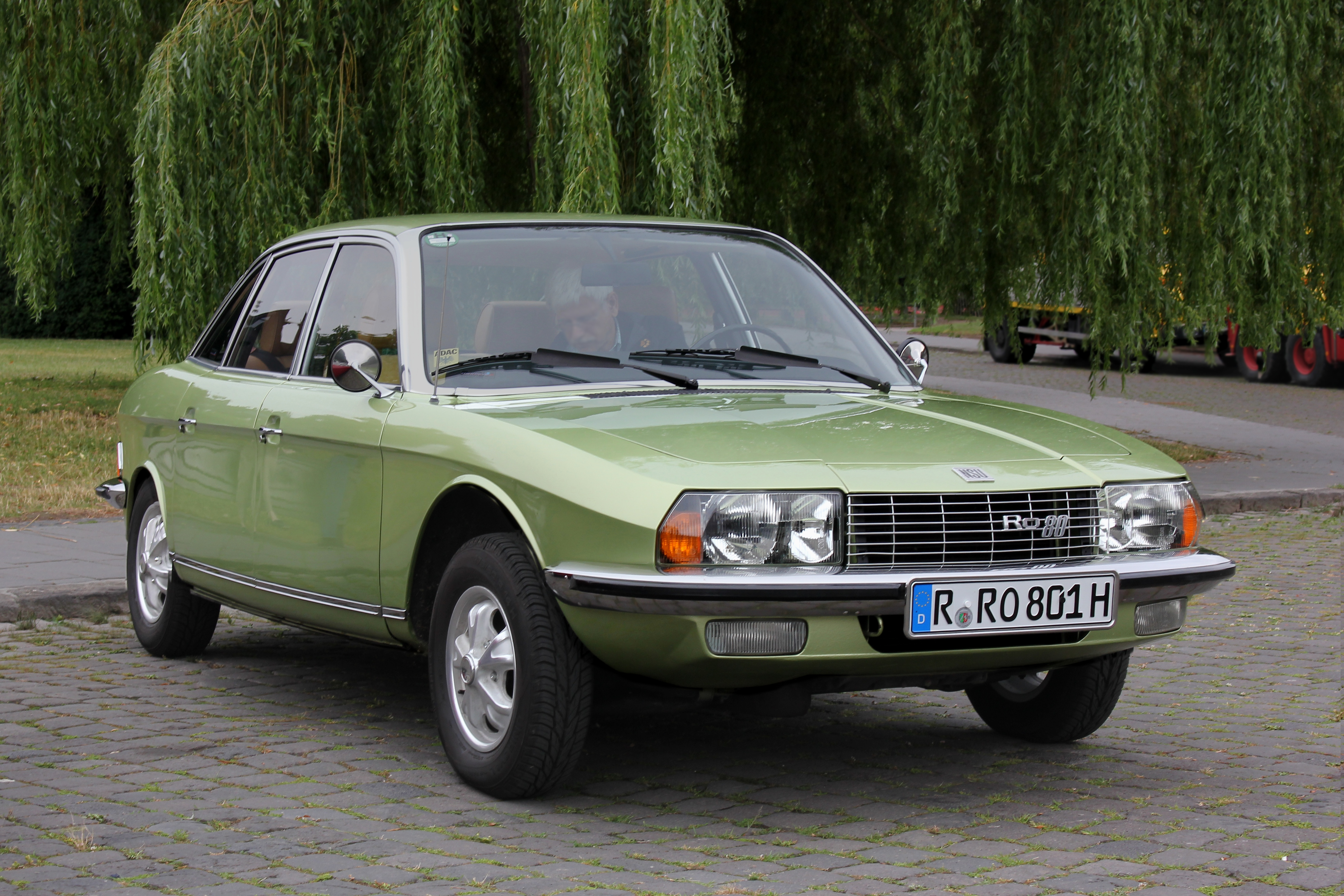
NSU Ro 80, Baujahr 1976

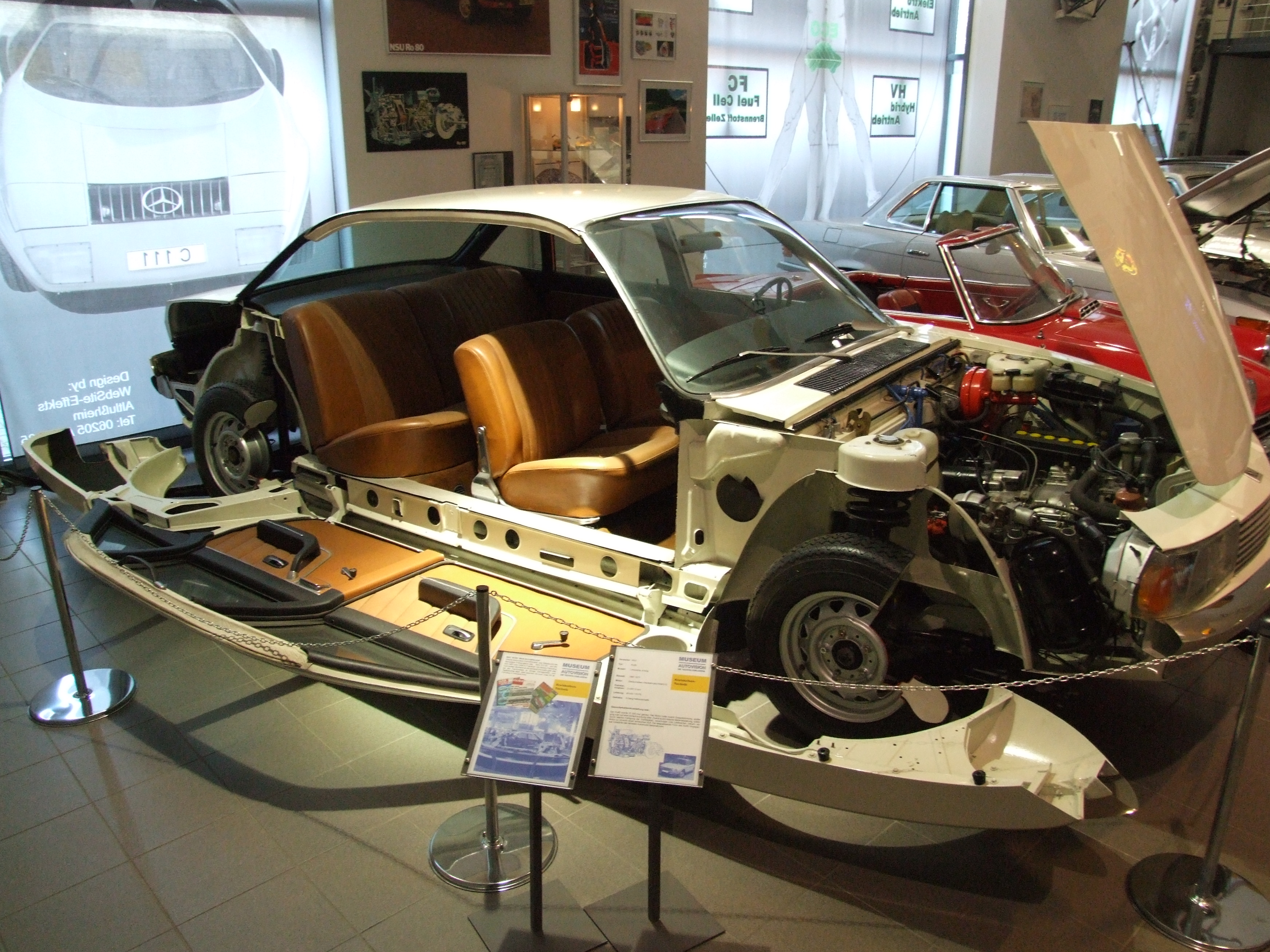
Schnittmodell für die IAA, heute im Museum Autovision in Altlußheim

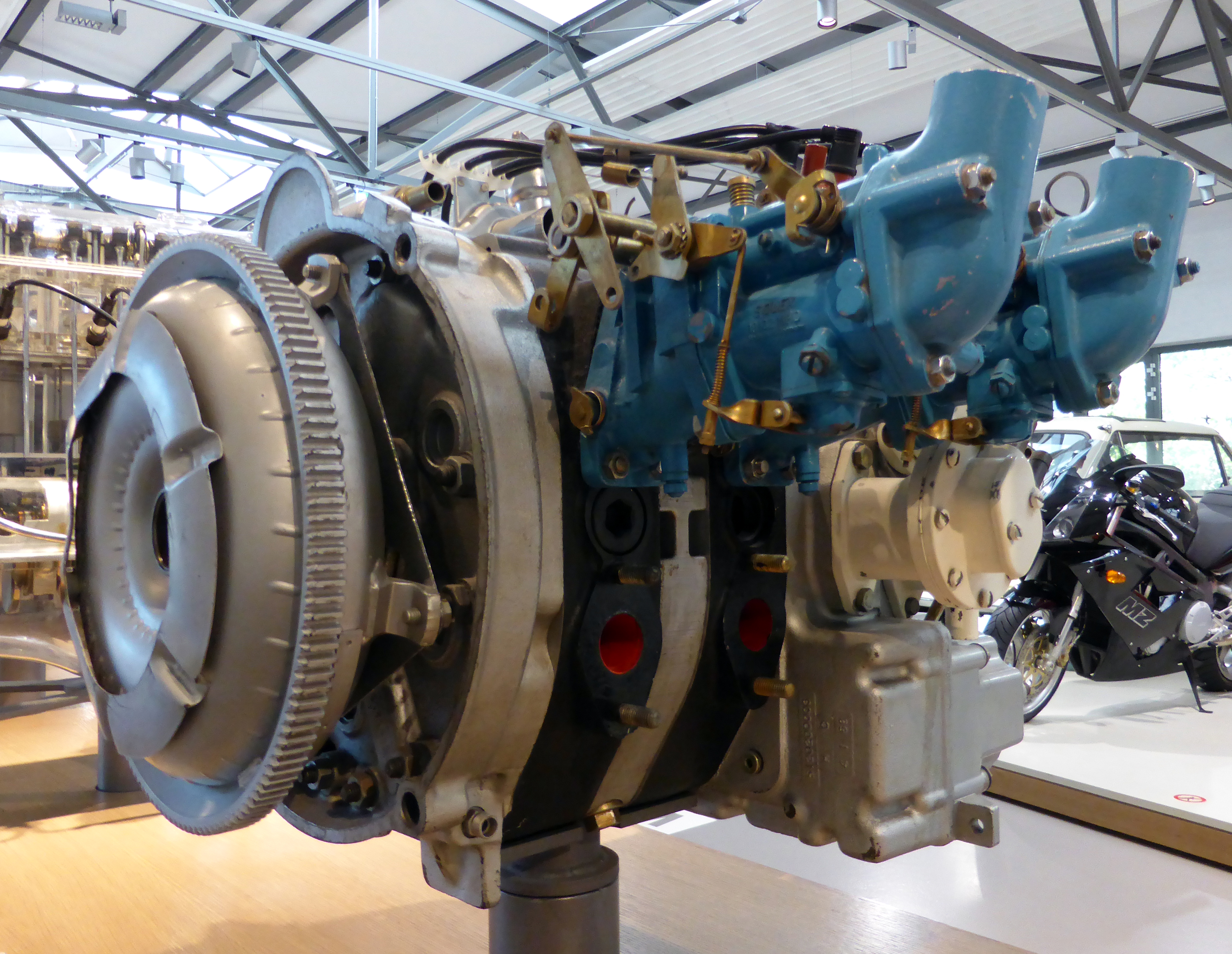
Wankelmotor, Bj. 1970

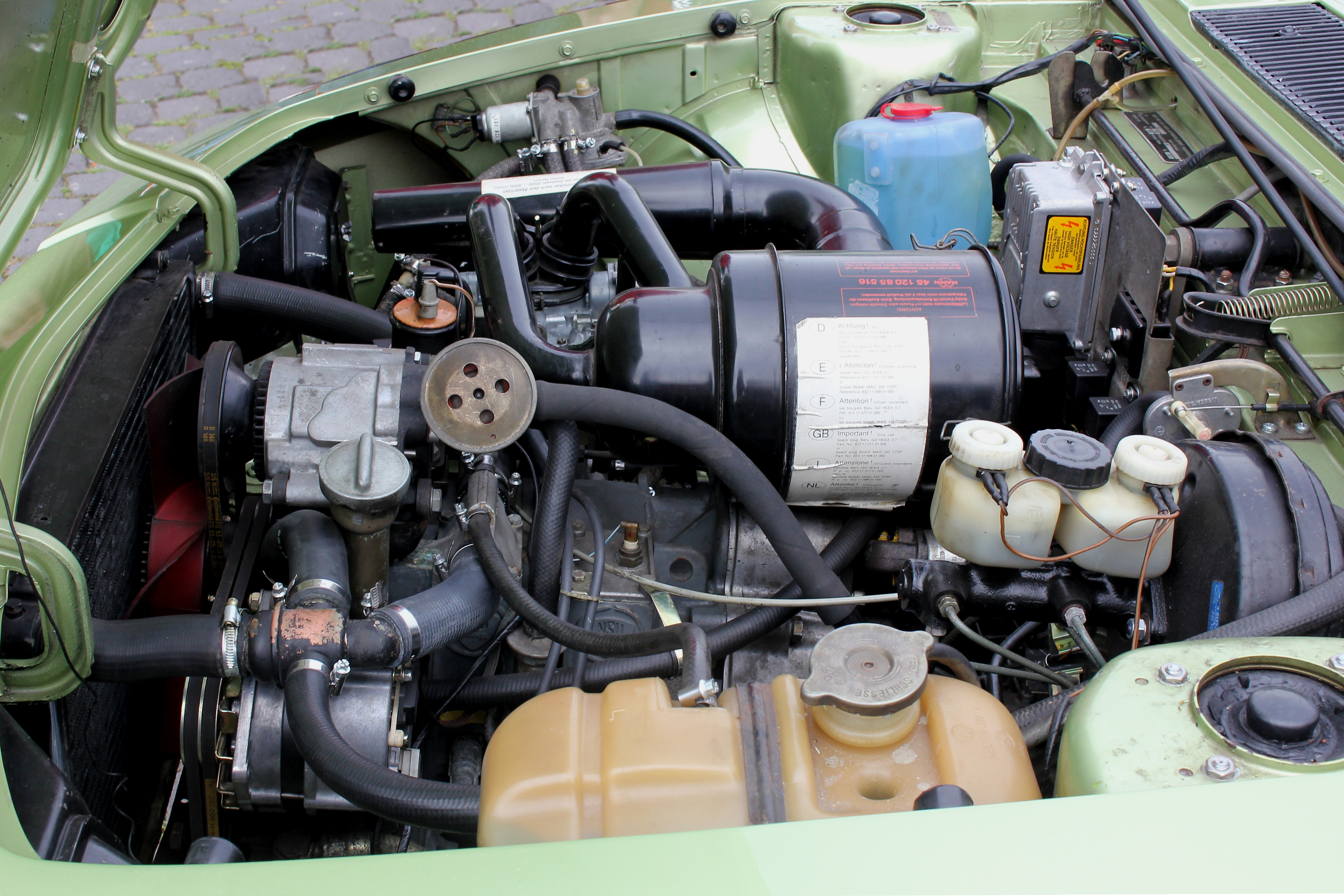
Motorraum des Ro 80

Ein Kernproblem war der unverhältnismäßig große Kraftstoffverbrauch. In einem Bericht von 1968 wurde ein Testverbrauch von 19,6 l/100 km ermittelt. Jedoch nennt auto motor und sport in der Rubrik „Oldtimer im Test“ einen Eco-Verbrauch von 11,1 l/100 km und einen Pendlerverbrauch von 14,7 l/100 km.
Bei den ersten Serienmotoren kam es infolge eines Konstruktionsfehlers zu Motorschäden. Hatten die Motoren in der Erprobung über 200.000 km gehalten, verloren sie in Kundenhand oft schnell an Kompression. Bald wurde eine falsche Materialpaarung als Ursache erkannt. Geänderte Materialien und eine veränderte Teilung der Dichtleisten lösten die Probleme vorerst. In Verbindung mit einem Mittelteil aus Ferro-TiC (einem verschleißfesten Sinterwerkstoff aus Stahl und Titancarbid) und einer härteren Nickel-Siliziumkarbid-Beschichtung („Elnisil“) mit höherem Siliziumkarbidanteil auf der Lauffläche kehrte man später zu der ursprünglichen Dichtleistenteilung zurück. Anfang 1970 wurden die neuen Ferro-TiC-Dichtleisten in die Serie eingeführt.
Als ebenfalls problematisch erwies sich die Doppelzündung mit zwei Zündkerzen pro Kammer, zum einen von der Einstellung her und zum anderen wegen des hohen Abbrands der Unterbrecherkontakte, was bei deren Verschleiß durch die Verschiebung des Zündzeitpunktes in Richtung Frühzündung zu Motorschäden führte. Das wurde durch die Verwendung von nur einer Zündkerze pro Kammer in Verbindung mit einer Hochspannungs-Kondensatorzündung (HKZ) – auf Kosten des Treibstoffverbrauchs – behoben. Die kulante Austauschpraxis führte zeitweise dazu, dass über 35 % der angeblich defekten Motoren in Ordnung waren. Nachdem der Zündzeitpunkt sowie der Vergaser neu eingestellt wurden und der Motor einen Probelauf auf dem Prüfstand absolviert hatte, lieferte das Unternehmen diese Motoren wieder als Austauschmotoren aus.
Ein erheblicher Anteil an Motorschäden ging auf den Drehmomentwandler zurück, der gegen das Schieberuckeln (verursacht durch den Umfangseinlass) eingebaut worden und zum Teil für den Mehrverbrauch des Ro 80 mitverantwortlich war. Anders als Hubkolbenmotoren konnten Wankelmotoren sehr hoch drehen, ohne dass das Motorengeräusch allzu stark angestiegen wäre. So wurden sie gelegentlich versehentlich mit Überdrehzahlen betrieben. Dabei dehnte sich der Drehmomentwandler radial so weit aus, dass das Pumpen- mit dem Turbinenrad kollidierte. Da der Wandler aus dem Motorölkreislauf gespeist wurde, gelangten dadurch Metallspäne in den Motor, was umgehend zu Motorschäden führte. Auch erwies sich ein kleines Nadellager im Wandler als anfällig, dessen Ausfall ebenfalls zu Spänen im Motoröl führte und damit indirekt zu einem defekten Motor. Das Problem konnte durch einen verstärkten Wandler behoben werden. Ab Herbst 1971 wurde in Verbindung mit der neuen HKZ von Bosch und der thermischen Abgasentgiftung ein akustischer Drehzahlwarner eingeführt und zur Drehzahlbegrenzung die elektrische Kraftstoffpumpe bei zu hoher Motordrehzahl abgeschaltet, was weitere Motorschäden verhinderte.
Zunächst war alle 20.000 km ein Ölwechsel vorgesehen, der später jedoch entfiel. So mancher Fahrer glaubte, jetzt nie mehr Öl nachfüllen zu müssen, worauf einige Motoren ohne Öl liegen blieben. Diese Art Motorschäden wurde mit einer geänderten, zweiflutigen Ölpumpe verhindert. Der Einlass für den Wandlerkreislauf wurde höher angesetzt. Bevor nun der Motorölkreislauf kein Schmiermittel mehr bekam, saugte der Wandlerkreislauf Luft, woraufhin der Wandleröldruck absank und die Öldruckanzeige aufleuchtete. Ignorierte der Fahrer die Warnlampe, übertrug der Wandler kein Drehmoment mehr an das Getriebe und das Auto blieb stehen. Spätestens jetzt wusste der nachlässige Fahrer, dass er vergessen hatte, den Ölstand zu kontrollieren.
Auch die anfangs verwendete Öldosierpumpe ohne Nullanschlag konnte Motorschäden verursachen. Bei falscher Einstellung förderte diese Pumpe im Leerlauf kein Öl für die Schmierung der Lauffläche (Trochoide). Später wurde eine geänderte Öldosierpumpe eingesetzt, die nicht mehr auf null gestellt werden konnte.
Problematisch war auch, dass gleich mehrere damals nicht erprobte Verfahren in Verbindung mit dem Wankelmotor eingeführt wurden. So hieß es von der Elnisilbeschichtung von  der Lauffläche scherzhaft, sie „funktioniere nur bei Südwind“, was auf die Witterungsempfindlichkeit bei der Beschichtung anspielte. Auch gab es anfänglich Schwierigkeiten mit Dosierung und Korngröße des eingebetteten Siliziumkarbids und der Dosierung des Saccharins (das in der Galvanotechnik als Einebner für Nickelschichten verwandt wird). Zum Teil waren die Werkstätten mit der Technik rund um den Motor überfordert. Manche Kunden entwickelten kriminelle Energie: Kurz vor Ablauf der Garantie provozierten sie absichtlich einen Motorschaden, um ohne eigene Kosten eine Austauschmaschine zu erhalten.
Als das Dichtleistenproblem gelöst schien, kam es wieder zu gehäuften Motorschäden. Diesmal lag es nicht an einem Konstruktionsfehler, sondern an einem Zulieferer, der sich nicht an die Fertigungsvorschriften hielt.
Bei den letzten Ausführungen der Wankelmotoren des Ro 80 bestanden die Dichtleisten vollständig aus Ferro-TiC. Sie erwiesen sich als beständig. Diese letzte Ausführung hatte eine hohe Lebensdauer.

## Technische Daten
- Motor: Zweischeiben-Kreiskolbenmotor „KKM 612“ (System Wankel)
- Kammervolumen {\displaystyle V_{k}}: 497,5 cm³[23][24]
- Arbeitsvolumen {\displaystyle V_{h}}: 995 cm³[1]
- Verdichtung {\displaystyle \epsilon }: 9[25][26]
- Zündung: von 1967 bis 1969 zwei Zündkerzen mit Spulenzündung je Mantel, von 1969 bis 1977 Thyristorzündung mit einer Zündkerze
- Gemischaufbereitung: Solex-Flachstrom-Registervergaser Typ 18/32 HHD, ab März 1972 einen Doppel-Fallstromvergaser Solex 32 DDITS mit Startautomatik[9]
- Leistung: 115 PS (85 kW) bei 5500/min, max. Drehmoment 16,5 kpm (162 Nm) bei 4500/min
- Kraftübertragung: Hydraulischer Fichtel & Sachs-Drehmomentwandler mit Einscheibentrennkupplung elektro-pneumatisch betätigt, Drei-Gang-Zahnradwechselgetriebe, sperrsynchronisiert mit Parksperre, Frontantrieb
- Übersetzungen: 1. Gang 2,056:1 / 2. Gang 1,208:1 / 3. Gang 0,788:1 // Achsantrieb 4,857:1[9]
- Karosserie: selbsttragend aus Stahlblech
- Radaufhängung vorn MacPherson-Federbeine und Dreiecksquerlenker, Stabilisator; hinten Schräglenkerachse mit Feder-Dämpfer-Einheiten und Gummizusatzfedern,
- Bremsen: vier hydraulisch betätigte Scheibenbremsen, vorn innenliegend am Getriebe, mit Bremskraftverstärker und lastabhängigem Bremskraftregler an der Hinterachse; Handbremse: mechanische Innenbackenbremse auf Hinterräder wirkend, 160 mm Durchmesser. Scheiben vorn: 284 mm, hinten: 272,5 mm Durchmesser. Zweikreisbremsanlage, erster Bremskreis auf alle Räder, zweiter Bremskreis nur auf die Vorderräder wirkend
- Lenkung: ZF-Zahnstangenlenkung mit Umlauföl-Lenkhilfe (Servo)
- Höchstgeschwindigkeit: ca. 180 km/h
- Beschleunigung 0-100 km/h: 14 s[9]

Quelle für Motordaten:

## Verkaufspreis
- Fahrzeugpreis (1973): 17.990,00 DM
- Kopfstützen: 110,00 DM
- Automatik-Sicherheitsgurte: 185,00 DM
- Farbe Metallic: 425,00 DM

## Bestand in Deutschland
Zum 1. Januar 2015 waren laut KBA noch mindestens 679 Fahrzeuge mit den Typschlüsselnummern dieser Baureihe zugelassen. Andere Quellen geben zum fünfzigjährigen Jubiläum der Premiere (2017) einen Bestand in Deutschland von „unter 3000 Exemplaren“ an.

## Designstudien
1971 wurde auf dem Autosalon Turin die Studie Ro 80 2 Porte +2 vorgestellt. Dieses von Pininfarina entworfene Modell sollte dem Ro 80 nachfolgen, ging aber nie in Serie. Die technischen Daten waren weitestgehend vom Ro 80 übernommen. Eine Besonderheit stellten die hinteren Türen dar, die gegenläufig, also an der C-Säule, angeschlagen waren. Diese sogenannten „Selbstmördertüren“ sind in Deutschland seit 1961 grundsätzlich verboten, weil sie bei unbeabsichtigtem Öffnen während der Fahrt nicht durch den Fahrtwind wieder zugedrückt, sondern schlagartig weiter aufgerissen werden. Deshalb wurden die hinteren Türen des Ro 80 2 Porte +2 von den vorderen ein Stück überlappt, sodass sie sich nur bei offenen Vordertüren öffnen ließen. Eine weitere Besonderheit stellte das Dach dar, das zu einem großen Teil nach hinten geklappt und auf der Kofferraumklappe abgelegt werden konnte. Diese Konstruktion war ein Vorläufer des heute üblichen Retractable Hardtop. Speziell verstärkte Türen verbesserten den Seitenaufprallschutz. Diese Idee griff Volvo 1991 mit seinem Side Impact Protection System wieder auf. 1971 wirkte das Fahrzeug jedoch zu futuristisch, sodass die Entwicklung schließlich aufgegeben wurde.

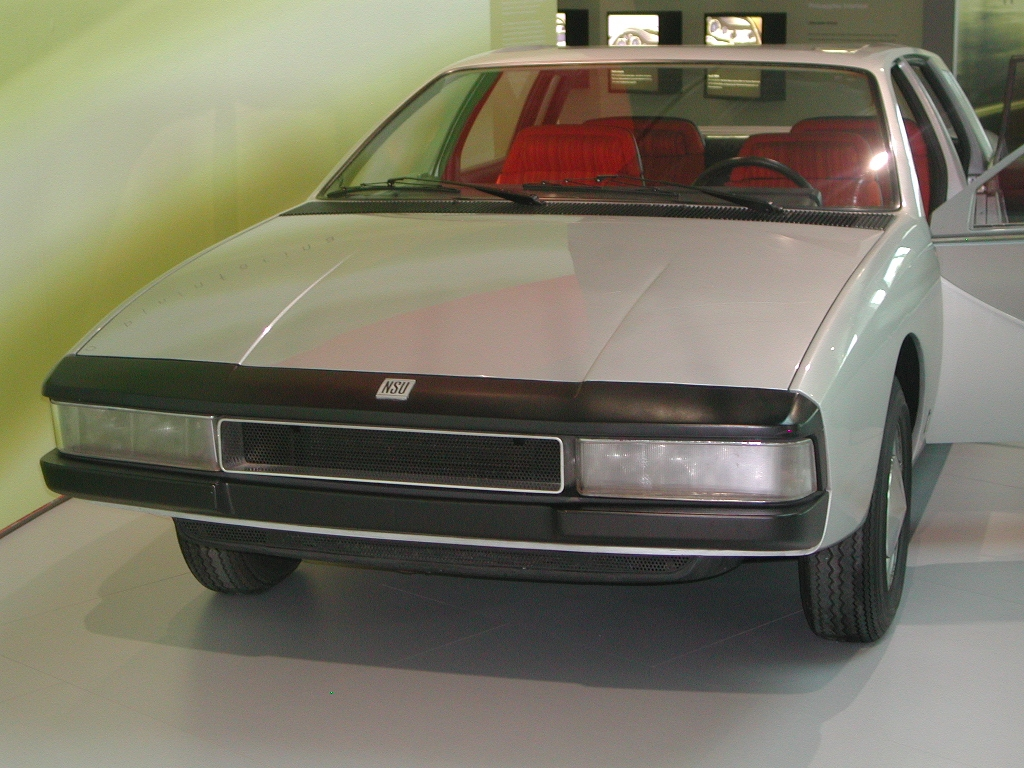
Ro 80 2 Porte +2
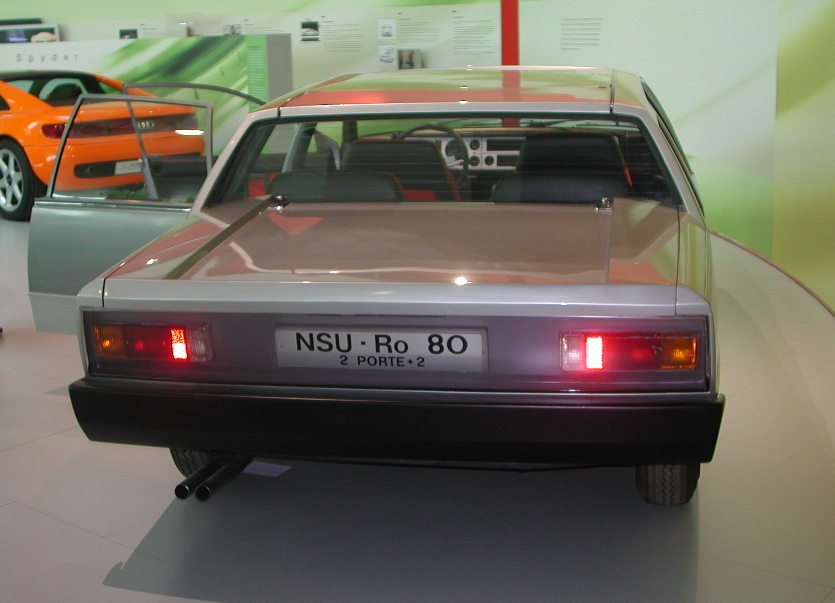
Heckansicht
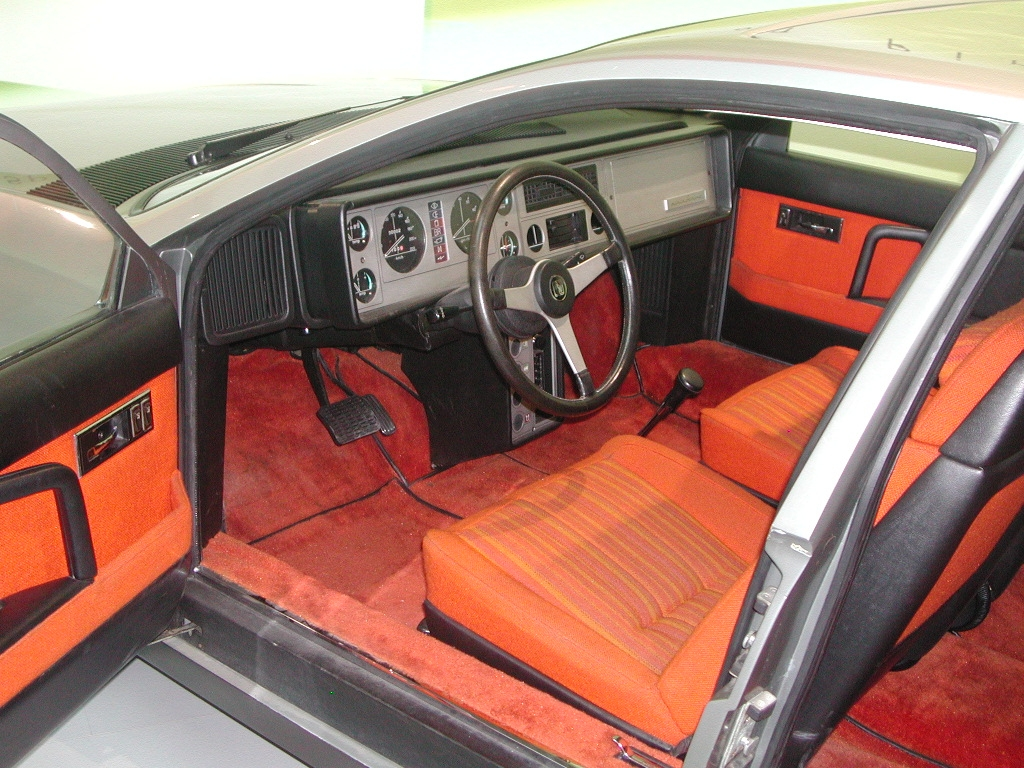
Innenraum

Zwei Jahre später zeigte Bertone auf dem Genfer Salon die Studie Ro 80 Trapeze mit der Technik der Kreiskolbenlimousine von NSU. Es war jedoch ein zweitüriges Mittelmotorauto mit vier trapezförmig angeordneten Sitzen, das in manchen Ansichten dem später von Bertone gezeichneten Lancia Stratos ähnelte.

## Sonstiges
- Populär wurde der Spruch „Ro 80 – gekocht 160“ von Otto Waalkes.